# Piazza Armerina
Piazza Armerina er en italiensk by (og kommune) i regionen Sicilien i Italien, med omkring 20.642(2023) indbyggere.  